# Щип
Вижте пояснителната страница за други значения на Щип.
Щип (на македонска литературна норма: Штип) е град в Северна Македония, шести по големина в страната. По данни от преброяването на населението през 2002 г. населението му възлиза на 43 652 души. Градът е център на община Щип с 44 селища.

## География

### Местоположение
Щип е разположен в източната част на Северна Македония, на надморска височина от около 300 m. Градът лежи на северните склонове на Юруклуците, най-източната ниска част от планината Плачковица. Заключен между възвишенията Хисар, Мерите и Кумлъка.
Щип е най-големият град и най-важният стопански център в Източния статистически регион, който обхваща почти цялото поле по Брегалница и околните склонове на Осоговската планина и Плачковица, заедно с градовете Кочани, Виница, Царево село (Делчево), Свети Никола (Свети Николе), Пехчево и Пробищип.

### Води
През центъра на Щип преминава малката река Отиня, дълга около 3 км, тя разделя града на две части. През северната част на града, по равнина и индустриална преминава най-дългата река течаща изцяло на територията на Северна Македония – Брегалница. Отиня се влива в Брегалница, току на края на града и началото на съседното Ново село. Покрай първокласния път от Щип за Радовиш е разположена балнеоложката местност Кежовица, на около 2 км западно от центъра на Щип и в самия край на Ново село. Кежовица разполага с два минерални геотермални извора Кежовица и Лъджи (с температура на водата между 58 и 62 градуса).

### Квартали и махали
Хисар (Исар) e махала разположена по склоновете на едноименния рид; по-стари части на града са: Стар конак, Кадидере и Горно маало, в махалата Радански път живеят роми, Железничка; квартали изградени след Втората световна война са: Осми ноември (в чест на деня, в който комунистическите партизани влизат в града през 1944 г.), Сеняк (I-IV), Пребег, Дузлак, Баби, Леваци, Деснаци.
Ново село, разположено югозападно от града при вливането на Отиня в Брегалница, официално е отделно селище, но практически е квартал на Щип, почти свързан с централната част на града.

## История

### Ранна история
Щип е един от най-старите градове в Македония. За пръв път се споменава през I век под името Астибо, като един от големите градове на източна Македония.
Сегашното име на града е славянско, от времето на заселване на славяните на Балканския полуостров.

### Средновековие
Градът е част от България по времето на Самуил, после попада под византийско владичество. По-късно отново е част от Втората българска държава, като при царуването на Иван Асен II вероятно е спадал към Прилепската хора. След битката при Велбъжд (Кюстендил) е превзет от сръбския крал Стефан Дечански. През 1350 г. е управляван от властела Иванко Пробищитович, който получава утвърдителна грамота за бащината си от сръбския цар Стефан Душан. След смъртта на братята Вълкашин и Йоан Углеша и на цар Стефан Урош V през 1371 г. до смъртта на Константин Драгаш през 1395 г. е част от княжеството на Драгаши. В града има църкви „Възнесение Господне“ (Свети Спас) и „Свети Влас“, която е била метох на Хилендарския манастир. В грамота от 1377 г. се споменава управителят на града челник Станислав. 1395 г. става османско владение

### Под османска власт
През 1395 година Щип окончателно попада под властта на Османската империя и става център на нахия и каза в състава на Кюстендилския санджак. През XV - XVII век Ищип е център на вилает.
В документ от 1620 година, градът се споменава като епископско седалище, а през 1661 година през Щип минава прочутият турски пътеписец Евлия Челеби. През 1689 г. по време на Австро-турската война (1683 – 1699) Щип е превзет от австрийските войски, но през 1691 г. османците отново го овладяват.

### Възраждане
Според османските статистики от XIX и XX век, основното население на Щип е българско и турско. Гръцкият просвещенец Атанасиос Псалидас пише в своята „География“ (1818 - 1822), че Естип е населяван от „турци и българи, които са най-невежи“. В XIX век градът е процъфтяващ занаятчийски център с добре развито кожарство, шарлаганджийство, чохаджийство и други.
През 1830 година отваря врати първото българско училище в града. През 1869 година педагогът и учен Йосиф Ковачев (1839 – 1898), след Освободителната война (1877 – 1878) депутат в Учредителното събрани в Търново и кмет на столицата София, отваря в Щип първото българско мъжко педагогическо училище.
В 1845 година руският славист Виктор Григорович посещава Щип и пише в „Очерк путешествия по Европейской Турции“:
| „ | И така пристигнах в Щип (Истиб), град лежащ на носообразния склон на планината, на река Брегалница. Старият замък на едно от възвишеният, красивата джамия с куполи и здравите каменни мостови го поставят сред най-красивите градове на Македония... Вниманието ми привлече епископската църква Света Никола и училището. За свое невъобразимо удоволствие в училището за пръв път открих славянско преподаване. От Щип започват тучни долини, обработвани от българите, в които се произвеждат памук и ориз и други известни търговски продукти. | “ |

През 1850 година е построена църквата „Успение Богородично“ в махалата Ново село, в която се служи на български. Българският език е в употреба и в училищата, които са издържани от Щипската българска община. От самото създаване на Българската екзархия през 1870 г. Щип е част от диоцеза и, в рамките на Кюстендилска епархия. В 1870 – 1872 година щипската българска община, заедно с другите общини в Македония издържат Привременния смесен екзархийски съвет. Председател на общината е Атанас Ковачев (1820 – ?), свещеник в Щип между 1857 – 1861 година.
През септември 1872 година в града е учредено българско читалище „Деятелност“. Към 1875 година общината приема Екзархията да издържа само директора на училището, а тя самата внася в екзархийската каса над 300 лири от вули. В 1877 година е положен първият камък на новото българско училище.
От 1876 година в Щип служи викарият на Иларион Кюстендилски, епископ Синесий Стобийски.
След Руско-турската война през май 1878 година Мано Панайотов и Лазо Хаджидимитров от името на Щипската община подписват Мемоара на българските църковно-училищни общини в Македония, с който се иска присъединяване на Македония към новообразуващата се българска държава.

### След Руско-турската освободителна война (1877 – 1878)
По силата на решенията на Берлинския конгрес от лятото на 1878 година, Щип и цяла Югозападна България остава в Османската империя. След войната председател на Щипската община е поп Димитър, а общината развива активна учебна дейност. Щип е откъснат от Кюстендилска епархия и присъединен към Скопска. Щипската община на два пъти иска от Екзархията безуспешно особен архиерей за трите откъснати от Кюстендил области – Паланечко, Кратовско и Щипско. По-късно през април 1883 година, оплаквайки се от антибългарските действия на скопския патриаршески митрополит Паисий, щипската българска община иска да бъде изпратен в града поне архимандрит, щом не може митрополит. Общината полага усилия за устройване на местните учители и подновява исканията си за архимандрит за архиерейски наместник, тоест за учредяване на Щипска епархия.
В учебната 1883 – 1884 година щипските училища отбелязват добър успех, за което допринася главният учител Георги Кушев. Общината моли Екзархията да ѝ препоръча и друг учител и от Цариград препоръчват Антон Митрев. През есента на 1894 година в махалата Ново село Екзархията изпраща за учител по български език бъдещия ръководител и идеолог българското националноосвободителното движение в Македония и Одринско – Гоце Делчев, там той учителства до 1896 г. В средата на 80-те години на XIX век учителства в Щип е Александър Попорушев.
Според статистиката на Васил Кънчов („Македония. Етнография и статистика“) от 1900 г. Щип има 20 900 жители, от които 10 900 българи християни, 8700 турци, 800 евреи и 500 цигани. Цялото християнско население на града е под върховенството на Българската екзархия. В статистиката на секретаря на екзархията Димитър Мишев („La Macédoine et sa Population Chrétienne“) от 1905 година Щип е посочен като град със 7744 жители българи екзархисти и в него работят едно прогимназиално и две основни български училища. Както ще отбележи по-късно в спомените си ръководителя на ВМРО Иван Михайлов, родом от щипската махала Ново село, националният дух и самосъзнание на българите в Щип е на впечатляваща висота. Години наред българите в града са сред най-непреклонните и твърди защитници на българщината в цяла Македония, тук до балканските войни нито с насилие, нито с подкупи успяват да се установят сръбската и гръцка пропаганда. Жителите на града са в първите редици на българското църковно, образователно и национално освободително дело, давайки на свободна България голям брой учени, революционери и църковни дейци.
В 1910 година градът пострадва силно по време на обезоръжителната акция. 24 души са арестувани и измъчвани.
На 21 ноември 1911 година ВМОРО извършва атентат в Щип, при който загива един човек. Атентатът е последван от погром над българското население, при който са избити най-малко двадесет души, а близо триста са ранени.
При избухването на Балканската война в 1912 година 434 души от Щип са доброволци в Македоно-одринското опълчение. Градът е освободен от четата на Ефрем Чучков, която облича местната милиция с български униформи и съобщава на сръбското командване, че в града са влезли български части и е установена българска военна комендатура, за да може Щип да остане в българската окупационна зона.
По време на Междусъюзническата война в гр. Щип са погребани 853 български военнослужещи.
Поне 74 души родом от Щип, в редиците на българската армия, загиват на фронта във войните за национално обединение на България.

### Между двете световни войни
През 1922-1929 година градът е център на Брегалнишката област.
Градът участва активно в съпротивата на ВМРО срещу сръбската власт – от Щип са двама от лидерите на ВМРО Тодор Александров и Иван Михайлов. По думите на Михайлов
| „ | Дълбоки корени имаше там мисълта за бунт срещу тиранията, а фанатично бе и българското национално съзнание. | “ |

### Втора световна война и СФР Югославия
Между 6 – 17 април 1941 г. Германия и Италия разгромяват и окупират Кралство Югославия. По силата на споразумение с България на 19 април същата година по-голямата част на днешна Македония са отстъпени на България и Щип става част от Царство България. Щип става, административно, център на околия, част от Скопска област. По време на българското управление във Вардарска Македония в годините на Втората световна война, инж. Боян Санев е български кмет на Щип от 8 август 1941 година до 2 май 1942 година. След това кмет е Никола Н. Раев от Присово (18 юни 1942 - 12 август 1944). В града е разположен щаба на Седемнадесета пехотна щипска дивизия на Българската армия. Българското управление в града продължава до ранния септември на 1944 г., когато България официално скъсва съюза си с Германия и изтегля войските си, в рамките на няколко дни, от Вардарска Македония. Контролът над Щип е поет от германски части.
На 15 октомври, същата година, Четвърта българската армия, подпомагана от партизански части на Югославската комунистическа партия започва настъпателната Брегалнишко-Струмишка операция срещу нацистките войски. В хода на операцията, на 8 ноември 1944 г. българската войска и комунистическите партизански отряди овладяват Щип. Днес 8 ноември е честван като ден на освобождението в Щип и общината и е неработен ден.
След кървавото потушаване от ЮКП на Скопскиия войнишки бунт от декември 1944 г. Щип е сред градовете, пострадали от организираните от комунистите арести и убийства. Над жители на града са проведени следните показни противобългарски съдебни процеси: в края на 1944 година са осъдени осем души начело с Добре и Мане Иванов, Благой Ципушев и други, на 7 февруари 1945 година са осъдени на смърт Тоде Стоилов Ангелов, Стоян Панов Иванов, Стоян Андреев Коцев и други, на 31 май са осъдени Васил Пуздърлиев, аптекаря Иван Палзанлиев и други, през 1946 година - 9 души начело с Павле Марянов и Павле Арсов и други.

## Население

### Брой на населението
Според преброяването от 2002 година Щип има 43 652 жители.
| Националност     | Всичко |
| северномакедонци | 38 323 |
| албанци          | 12     |
| турци            | 877    |
| роми             | 2184   |
| власи            | 1727   |
| сърби            | 272    |
| бошняци          | 11     |
| други            | 246    |

### Религии
Огромното мнозинство от населението на града са източноправославни християни принадлежащи към Македонската православна църква. В Щип е седалището на Брегалнишката митрополия на МПЦ, която има няколко църкви в града.
Щип е също така и седалище на Щипското мюфтийство на Ислямската верска общност в Северна Македония. Това е най-голямото по територия мюфтийство в страната, обхващащо почти цялата източна част на Северна Македония, но практически причината за това е, че в тази чат на страната има малък брой мюсюлмани.

## Икономика

### Производство
Стопанството на Щип заема важно място в стопанството на Северна Македония, представлявайки най-важен икономически, транспортен, образователен център на централната източна част на страната. Щип от времето на Югославия е център на текстилната индустрия в Северна Македония с множество производства, и голям брой заети. Някогашните текстилни комбинати гиганти като „Македонка“ и „Астибо“ с разпадането на Югославия са поделени на много частни текстилни предприятия: „Семак Фешан компани“, „Текстил Логистик Македония“, „Албатрос“, „Модена“, „Мавис“, „Максима“, „Грация“, „Беас-АБС“, „Бритекс“, „Щипко“, „Щип-текс“, „Вивенди“, „Милано“, „Фам мода“.
В града са развити още обувната промишленост, като по-голяма е фабриката „Баргала“. Развити са хранително-вкусовата промишленост, строителството, телекомуникациите, винопроизводството, металообработващата промишленост и др. В града работят и няколко хотела и мотели като: „Оаза“, „Изгрев“, „Гарни“, „Ким“ и „Ваго“. За развитието на балнеотуризма се разчита на минералните извори в местността „Кежовица“ западно от, де факто квартала на Щип, Ново село.
Някои от по-важните предприятия в града са:
- Фабриката за масло „Брилиянт“,
- Сладкарска фабрика „Мултикрем“,
- Хранително-вкусовото предприятие „Макпромет“,
- Фабриката за безалкохолни напитки „Синада“,
- Винарска изба „Имако“,
- Винарска изба „Езимит вино“,
- Винарска изба „Аневски“,
- Фабрика за обувки „Мар Ева Мар“,
- Строително предприятие „Бетон“,
- Строително предприятие „Пелагония“,
- Строително предприятие „Актива“,
- Строително предприятие „Коинг“,
- Дървопрерапотвателно предприятие „Бреза“,
- Дървопрерапотвателно предприятие „Мебел Инженеринг“,
- Дървопрерапотвателно предприятие „Радодизайн“,
- Металообработващо предприятие „Метална и биротехника“,
- Кабелен оператор „Роби“ други

В Щип работят също държавните предприятия – „Исар“ и „Щип-проект“.

### Транспорт
Градът има железопътна гара на ЖП линията Велес–Кочани, източно разклонение на трансевропейската ЖП линия свързваща Централна Европа с пристанището на Солун в Гърция. Гарата е разположена в северния квартал „Железничка“
През Щип преминават два от важните национални автомобилни транспортни пътища на Северна Македония. Път M5, който е връзка на Щип с трансграничния автомобилен европейски път E75, свързва Охрид, Битоля, Прилеп, Велес, преминавай през Щип и след това през Кочани достига до границата с България при Делчево и с. Логодаж в България. Път М6 свършващ от север в Щип свързва града с градовете Радовиш и Струмица на юг, а от там с ГКПП Златарево на границата с България.
Щип разполага с ежедневен уреден вътрешноградски и междуселищен автобусен транспорт. Вътрешноградските автобусни линии свързващи центъра на града с различни квартали се обслужва от транспортната фирма „Балкан експрес“. Същата компания обслужва и междуградските линии свързващи Щип с редица околни и по-големи градове в Северна Македония и съседни страни. Няколко частни компании оперират таксиметровия транспорт.

## Образование
Като един от по-големите градове на Северна Македония Щип разполага с доста детски градини, основни и гимназиални училища. Общообразователните и профилирани гимназии в Щип са:
- Музикален училищен образователен център[31]
- Държавно средно текстилно училище „Димитър Мирашчиев“
- Средно училище за деца със специални нужди „Искра“
- Държавно средно медицинско училище „Яне Сандански“[32]
- Държавно средно електротехническо училище „Коле Нехтенин“[33]
- СОУ „Славчо Стоименски“[34]

През 2006 г. в Щип отваря врати и четвъртият държавен университет в Северна Македония – Щипския университет „Гоце Делчев“. В Щип е разположен ректоратът и повечето от факултетите на новото висше учебно заведение.

## Култура и забележителности
- Градски музей, основан през 1950 г.;
- Държавен архив, с 5740 архивни кутии и 5730 книги;
- Дом на младите (Младежки дом);
- Художествена галерия „Безистен“;
- Център за култура „Ацо Шопов“ (Читалище);
- Tеатър;
- Обществена библиотека „Гоце Делчев“, в чиито състав работи литературен клуб „Искра“;
- Градски стадион, с капацитет от около 6000 седящи места.

### Исторически забележителности
- Катедралата на Брегалнишка епархия „Свети Никола“, изградена през 1867 година от майстор Георги Новаков Джонгар;
- Църквата „Свети Йоан Кръстител“, построена 1350 г.;
- Хуса Медин паша джамия;
- Безистен;
- Църква „Свети Архангел Михаил“;
- Емир Кючук Султанов мост;
- Музей на дейците на ВМРО от Щип и Щипско
- Саат кула.

В съседното Ново село е запазено старото българско училище в двора на църквата „Успение Богородично“, където преподава Гоце Делчев.

### Редовни събития и празници
- Астибо джаз фестивал (организиран от Дома на младите);
- Щипско културно лято.

## Личности
- Известни щипяни.